# فرانتز برونيه
فرانتز برونيه (بالفرنسية: Frantz Brunet)‏ هو مدرس فرنسي، ولد في 27 أغسطس 1879 في Franchesse ‏ في فرنسا، وتوفي في 26 يوليو 1965.